# THSR
Taiwan high speed rail je vlak velike brzine Tajvanskih željeznica.
Adaptirajući Shinkansen tehnologiju na osnovni sustav, THSR koristi vlakove serije 700T, koje je proizveo konzorcij japanskih kompanija, najviše Kawasaki Heavy Industries.
Maksimalna brzina je 300 km/h.
S obzirom na to da su u Taiwanu, kao i u Japanu, česti zemljotresi, koristi se posebna tehnologija prevencije od potresa.